# Таран, Виталий Иванович
Таран Виталий Иванович (15 сентября 1929, Белгород, СССР — 30 октября 2015, Харьков, Украина) — основатель Института ионосферы в городе Харькове. Доктор физико-математических наук, профессор, академик Международной академии наук высшей школы, заслуженный работник высшей школы Украинской ССР, отличник образования.

## Биография
Родился 15 сентября 1929 года в Белгороде. В 1952 году окончил Харьковский политехнический институт. Работал инженером, ассистентом, заведующим научно-исследовательской лабораторией университета, проректором по науке. Заведовал кафедрой радиоэлектроники, возглавлял Институт ионосферы. Являлся председателем научного совета по проблеме «Ионосфера» при отделении физики и астрономии Национальной академии наук Украины. Лауреат премии Совета Министров СССР, стипендиат именной стипендии К. Д. Синельникова Харьковской облгосадминистрации.
Основные направления научной деятельности: исследование околоземного космического пространство дистанционными методами. Создание уникального исследовательского комплекса, состоящего из радаров некогерентного рассеивания с крупнейшей в мире зенитной параболической антенной диаметром 100 м, нагревного стенда с широкополосной коротковолновой антенной размером 300×300 м.
Впервые получил результаты, свидетельствующие о возмущениях в ионосфере на глобальных расстояниях, вызываемых мощными наземными взрывами, о перемещении нагретой мощным коротковолновым излучением области плазмы, о поведении ионов водорода над Украиной и США, влиянии солнечного затмения на ионосферу выше максимума ионизации.
В. И. Таран являлся председателем Научного совета по проблеме «Ионосфера» при отделении физики и астрономии НАН Украины, председателем комиссии по ионосферным исследованиям Комитета МААН по космическим исследованиям, а также членом Научного совета РАН по комплексной проблеме «Распространение радиоволн».